# Богомолов Юрій Олександрович
Юрій Олександрович Богомолов (рос. Ю́рий Алекса́ндрович Богомо́лов; 9 березня 1937, Ленінград, Російська РФСР — 14 квітня 2023, Москва) — радянський і російський кінознавець, кіно- та телевізійний критик, дисидент. Батько режисера Костянтина Богомолова.

## Біографія
За військовою спеціальністю — авіамеханік. Служив в Заполяр'ї.
В 1965 закінчив кінознавчий факультет ВДІКу (майстерня А. Грошева). Почав друкуватися в 1964. Кандидат мистецтвознавства (1976).
Науковий співробітник Держфільмофонду СРСР, зав. відділом теорії та історії журналу «Искусство кино». З 1971 — старший науковий співробітник Інституту історії мистецтв (нині — Російський державний інститут мистецтвознавства).
В 1998–2004 — зав. відділом культури газети «Известия».
Автор статей у газетах «Радянська культура», «Литературная газета», «Московські новини», журналах «Мистецтво кіно», «Радянський екран», «Кінознавські записки», «Сеанс».
З 2004 — телеоглядач в «Российской газете».
З 2005 — колумніст в агентстві РИА Новости.

## Громадянська позиція
В березні 2014 року підписав листа «Ми з Вами!» КіноСоюзу на підтримку України.
У 2018 підтримав звернення Європейської кіноакадемії на захист ув'язненого у Росії українського режисера Олега Сенцова.